# Компьютерра (издательство)
Компьюте́рра — российское издательство, существовавшее с 1992 по 2017 годы. На протяжении своей истории выпускало одноименное печатное издание, а также журналы: «Компьютерра-Adviser», «Инфобизнес», Game.EXE, «Домашний компьютер», CIO, «Бизнес-журнал» и новостной онлайн-портал «Компьюлента».

## История
Компьютерра была основана в начале 1992 года Дмитрием Мендрелюком, входившим тогда в совет директоров Московской товарной биржи и руководившим её компьютерной секцией, — изначально как информационное агентство, занимавшееся платными онлайн-рассылками для бизнеса. Её название формально расшифровывалось как «Компьютерное российское агентство», позже начала обыгрываться и игра слов с корнем «терра». 
К концу 1992 года стало очевидно, что модель подписок себя не окупает, и рассылка была заменена еженедельной газетой «Компьютерра», финансировавшейся рекламодателями. Её соучредителями помимо Мендрелюка стали компании Steepler и Computerland, однако последняя внесла только половину оговоренного взноса и была из списка учредителей исключена. В 1995 году Мендрелюк выкупил обе их доли, «Компьютерра» в августе перешла на журнальный формат, а её редакция переехала из своего первого офиса в «круглом доме» в Матвеевском на 2-й Рощинский проезд. 
С 1995 по 2002 год Компьютерра активно расширялась, запустив такие издания как «Компьюнити» и его преемника «Инфобизнес», «Магазин игрушек», впоследствии переименованный в Game.EXE, «Домашний компьютер», CIO и «Бизнес-журнал». В 1997 году был зарегистрирован сайт computerra.ru («Компьютерра-Онлайн»), а в декабре 2000 запущен новостной онлайн-портал «Компьюлента». Впоследствии Мендрелюк отмечал, что рассеивать редакционный талант по нескольким изданиям было ошибкой и что если бы он сконцентрировал его в «Компьютерре», то её, возможно, «другая судьба бы ожидала».
В сентябре 2001 Мендрелюк отошёл от оперативного управления издательством, назначив генеральным директором бывшего менеджера по маркетингу Intel Егора Яковлева. Однако уже в январе 2003 Яковлев был уволен в результате конфликта между ним и главными редакторами Компьютерры, после чего Мендрелюк больше не делегировал управление компанией. Вскоре после этого издательство было вынуждено закрыть печатный «Инфобизнес», не выдержавший соперничества со стороны конкурирующих сетевых изданий. 
В апреле 2006 газета «Коммерсантъ» сообщала, что несколько российских издательств, в том числе Gameland Дмитрия Агарунова и СК-Пресс, получили предложение участвовать в закрытом тендере на покупку Компьютерры, при этом Виктор Шкулёв утверждал, что Hachette Filipacchi Shkulev получило аналогичное предложение годом раньше. Агарунов прокомментировал, что «прибыль [Компьютерры] снижается из-за постоянного падения тиражей и продаж рекламы». Впоследствии, однако, эта новость была официально опровергнута издательством. Тем не менее, в июне 2006 был закрыт Game.EXE, в 2008 году — «Домашний компьютер», а в декабре 2009 — печатная версия «Компьютерры». В июле 2013 закрылся CIO, а в марте 2014 Мендрелюк снова выставил издательство на продажу, ссылаясь на «собственную психологическую усталость и нежелание заниматься бизнесом». В апреле 2014 была закрыта «Компьюлента», а «Бизнес-журнал» перешёл под контроль Инфрафонда РВК. Последним активом издательства был сайт «Компьютерра-Онлайн», после продажи которого в декабре 2017 оно фактически перестало существовать.

## Проекты
- «Компьютерра» — научно-популярный журнал о компьютерных технологиях, основанный в 1992 году[3]. Печатная версия закрыта в 2009 году[13], сайт computerra.ru продан в декабре 2017[17].
- «Инфобизнес» — журнал о хайтек-бизнесе, основанный в 1997 году как преемник «Компьюнити» (1995—97)[2]. Закрыт и поглощён «Бизнес-журналом» в июне 2003[10]. Преемником «Инфобизнеса» стала социальная сеть для бизнесменов ibusiness.ru, проданная фирме «Крок» весной 2013[14].
- Game.EXE — журнал об индустрии компьютерных игр, основанный под названием «Магазин игрушек» в 1995 году, но переименованный в 1997[2]. Закрыт в июне 2006[12].
- «Домашний компьютер» — журнал о компьютерах, основанный в 1996 году[2]. Закрыт в 2008 году[13].
- «VideoИгры» (также «Видеоигры»[2]) — журнал о консольных играх (в первую очередь для PlayStation)[18]. Закрыт «в разгар кризиса 1998 года»[2].
- «Компьюлента» — интернет-издание, посвящённое новостям компьютерной индустрии. Основано в декабре 2000[6], закрыто в апреле 2014[16].
- CIO — специализированный журнал для ИТ-директоров, основанный в феврале 2002[4]. Закрыт в июле 2013[4][14].
- «Бизнес-журнал» — издание о малом предпринимательстве[13], основанное в 2002 году[2][5]. Инфрафонд РВК, инвестировавший в журнал в 2011 году[5][14], стал единственным собственником в апреле 2014[источник не указан 2108 дней].
- «Компьютерра-Adviser» — журнал позиционировавшийся  в качестве потребительского справочника  для покупателей компьютерной техники[19]. Выпускался  с 2002 по примерно 2005 годы с нерегулярной периодичностью раз в 1-3 месяца.